# Richard Felgenhauer

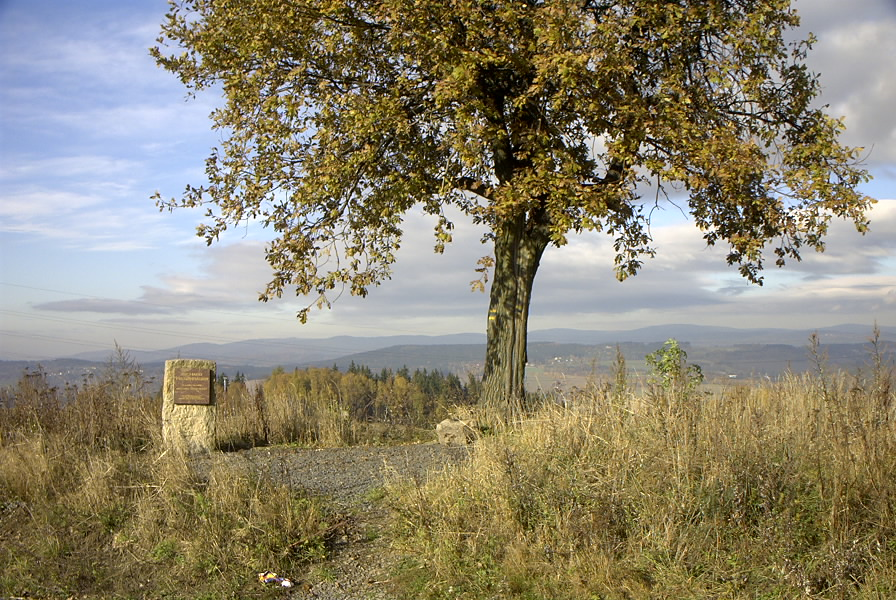
Gedenkstein für Richard Felgenhauer

Richard Felgenhauer (* 25. September 1895 in Reichenau bei Gablonz an der Neiße, Österreich-Ungarn; † 21. Februar 1958 in Neugablonz) war ein sudetendeutscher Landschaftsmaler, Grafiker und Zeichner.

## Leben und Werk
Richard Felgenhauer war der Sohn von Josef Felgenhauer, der als Maler von religiösen und historischen Gemälden tätig war. Nach dem Besuch der Volksschule ging er an die Berufsschule nach Gablonz an der Neiße und danach an die Kunstgewerbeschule nach Wien, wo er bei Oskar Strnad studierte. Sein Studium wurde durch den Ersten Weltkrieg unterbrochen, an dem er als österreichischer Offizier teilnahm. 

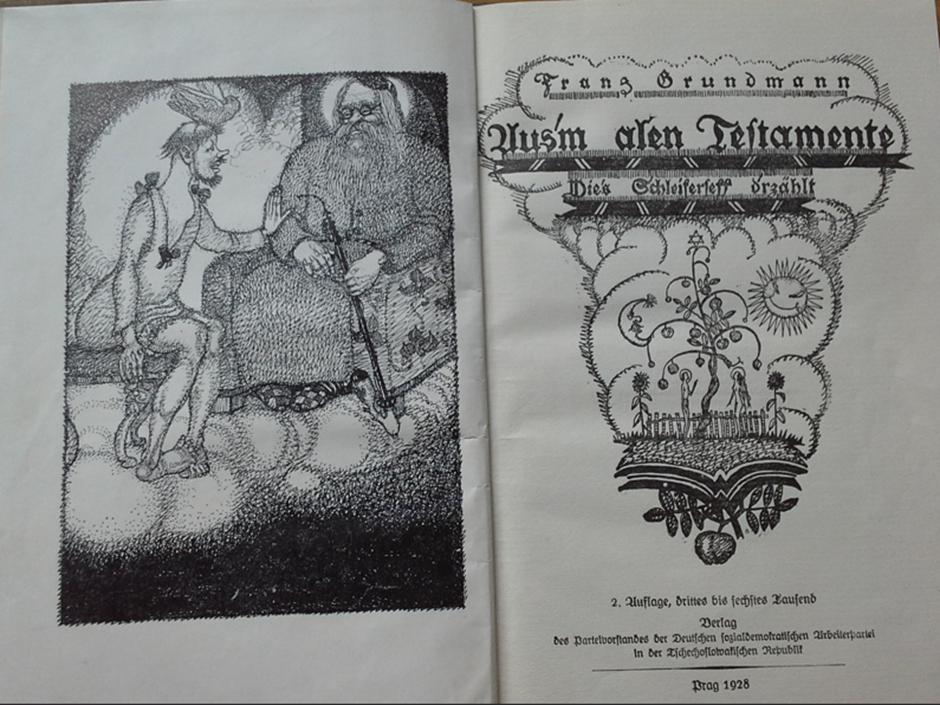
Buchillustration Felgenhauers

Nach dem Krieg wurde er Zeichner für einen Kunstlehrfilm in Berlin. Danach verlegte er für einige Zeit seinen Wohnsitz nach Italien. Vom Heimweh geplagt, zog er 1920 in die Tschechoslowakei zurück und ließ sich in seinem Geburtsort als Kunstmaler nieder. Er war Mitglied des Metznerbundes und fertigte u. a. Illustrationen für Bücher des Verlags der Deutschen sozialdemokratischen Arbeiterpartei in der Tschechoslowakischen Republik.  
In der Zeit des Nationalsozialismus  war er obligatorisch Mitglied der Reichskammer der bildenden Künste. 
Nach Ende des Zweiten Weltkriegs traf ihn wie fast alle Sudetendeutschen das Schicksal der zwangsweisen Ausweisung aus der Tschechoslowakei. Er ging nach Neugablonz in Baden-Württemberg, wo er 1958 starb. 
Den Großteil seiner Werke musste er in der Tschechoslowakei zurücklassen. Unter dem ersten Nachkriegsdirektor der Galerie Liberec, dem Grafiker Jaro Beran (1892–1962), wurden einige seiner Werke aus seiner früheren Wohnung geborgen und in der Galerie eingelagert.
In seiner Arbeit ließ er sich von der Landschaft des Isergebirges inspirieren, wurde aber auch von seinem Aufenthalt in Berlin und seine Italienreise beeinflusst. Seine Werke wurden 1996/1997 in der Städtischen Galerie My in Jablonec nad Nisou ausgestellt.

## Ehrung
Unweit von Jablonec nad Nisou wurde ein Denkmal für Richard Felgenhauer errichtet.

## Buchillustrationen (unvollständig)
- Franz Grundmann: Aus´m Schleiferland. Verlag der Deutschen sozialdemokratischen Arbeiterpartei in der Tschechoslowakischen Republik, Prag, 1928

- Franz Grundmann: Aus´m alen Testamente. Wie´s Schleiferseff d´rzählt. Verlag der Deutschen sozialdemokratischen Arbeiterpartei in der Tschechoslowakischen Republik, Prag, 1928

## Sicher belegte Teilnahme an Ausstellungen in der Zeit des Nationalsozialismus
- 1940/1941: Berlin, Haus der Kunst („Große Berliner Kunstausstellung“)
- 1941: Berlin, Preußische Akademie der Künste ("Kunstausstellung des Hilfswerks für die deutsche bildende Kunst in der NS-Volkswohlfahrt")